# Chiesa dei Bigi

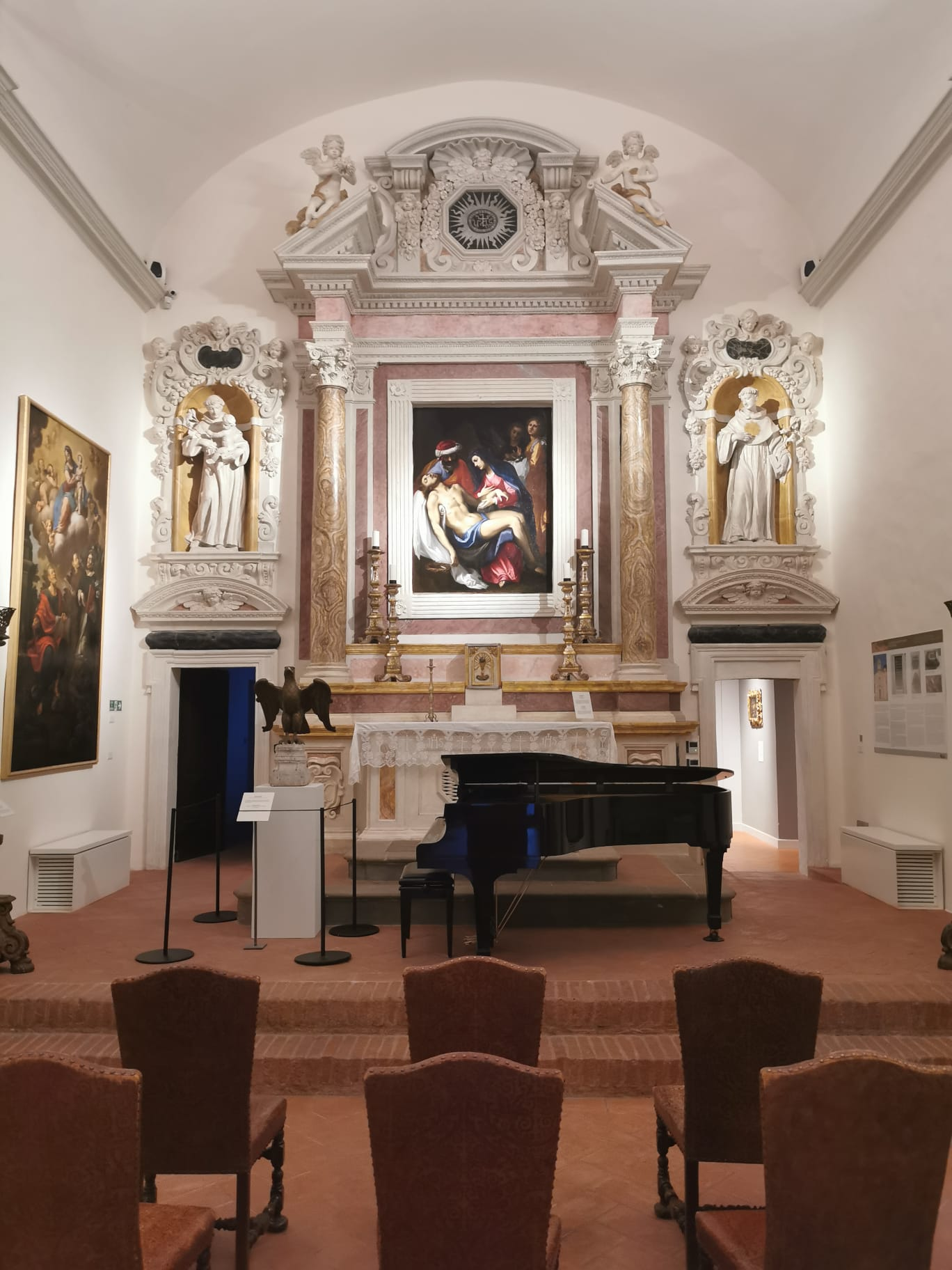
L'interno

La chiesa dei Bigi (o di Santa Chiara, già dell'Annunziata) è una chiesa sconsacrata del centro storico di Grosseto.
L'edificio è annesso al convento delle Clarisse, di cui costituiva l'edificio di culto; si affaccia su piazza Baccarini all'imbocco di strada Vinzaglio e, con il suo fianco laterale sinistro, delimita parzialmente piazza dell'Indipendenza che si apre davanti alla vicina chiesa di San Francesco. Sconsacrata all'inizio del XX secolo, è utilizzata per attività e iniziative culturali.

## Storia
L'edificio religioso, consacrato nel 1634, venne costruito come cappella dedicata al culto delle monache clarisse, stabilitesi nell'adiacente convento dal 1585, circa cinquant'anni prima. La prima intitolazione dell'oratorio era alla Santissima Annunziata, in memoria dell'omonimo monastero demolito nel 1577 dai Medici per permettere l'edificazione delle mura di Grosseto.
Il 20 aprile 1692 la chiesa fu nuovamente consacrata con la dedicazione a santa Chiara da parte del vescovo Cesare Ugolini. Nel secolo successivo, il convento venne chiuso in seguito alle soppressioni granducali delle congregazioni religiose nel 1787 e, mentre l'edificio conventuale passò in gestione all'ospedale della Misericordia, la chiesa venne assegnata alla Compagnia dei Santi Ludovico e Gherardo nel 1796, e iniziò a essere conosciuta come "chiesa dei Bigi" dal colore grigio cenere degli abiti dei congregati.
La compagnia dei Bigi si sciolse agli inizi del XX secolo per mancanza di soci e l'edificio rimase in gestione al preposto del duomo di Grosseto. Nel 1977 il vescovo Primo Gasbarri predispose dei lavori di restauro che permisero una prima riapertura dell'edificio come sede della scuola diocesana di teologia. Nuove opere di restauro avvennero tra il 2002 e il 2006, con la riqualificazione completa dell'oratorio, che da allora è utilizzato dal Comune di Grosseto per mostre e iniziative di carattere culturale. Dal 2019 ospita una parte del Museo collezione Gianfranco Luzzetti.

## Descrizione
La chiesa dei Bigi si trova sulla sinistra rispetto ai locali del convento delle Clarisse, distinguibile per il campanile a vela che si eleva dalla parte centrale del tetto a capanna che copre la facciata principale in laterizio. Il portone d'ingresso è sovrastato da un timpano triangolare che richiama elementi stilistici rinascimentali, pur dominando, nell'insieme, l'impronta barocca.
Al centro della facciata, tra il timpano e il campanile a vela sommitale, si apre una piccola finestra quadrata. Ai lati della facciata, sono collocati alcuni blocchi di travertino, di dimensioni irregolari, che poggiano l'uno sull'altro, interromponsi nella parte alta dove il rivestimento torna ad essere in laterizio.
L'interno, ad aula unica, è caratterizzato dalla presenza di tre altari barocchi del XVII secolo. L'altare maggiore presenta decorazioni a stucco opera dell'artista luganese Domenico Notari, attivo a Siena dal 1669 al 1700, e probabilmente giunto a Grosseto su chiamata dal vescovo Cesare Ugolini.